# Bourgoin-Jallieu
Bourgoin-Jallieu ist eine französische Stadt im Département Isère in der Region Auvergne-Rhône-Alpes. Die Einwohner nennen sich selbst Berjalliens.

## Geografie
Die Stadt mit 29.816 Einwohnern (Stand 1. Januar 2022)  liegt in der Ebene zwischen Lyon im Nordwesten (50 km) und Grenoble im Südosten (64 km) im Tal des Flusses Bourbre. Zum Flughafen Lyon-Saint-Exupéry fährt man 29 Kilometer.

## Bevölkerungsentwicklung
| Jahr                       | 1962 | 1968   | 1975   | 1982   | 1990   | 1999   | 2011   | 2017   |
| Einwohner                  | 9240 | 19.941 | 21.971 | 22.550 | 22.392 | 22.947 | 26.390 | 28.387 |
| Quellen: Cassini und INSEE |      |        |        |        |        |        |        |        |

## Wirtschaft
Seit dem Ende des 19. Jahrhunderts war Bourgoin-Jallieu ein Standort der auf Lyon ausgerichteten Textilindustrie. Seit den 1970er Jahren wurden im Zuge der Globalisierung fast alle Textilfabriken geschlossen. Seither ist es der Stadt gelungen, zukunftsträchtige Branchen anzulocken. So verlegte 1990 der international bekannte Photovoltaik-Konzern Photowatt S.A.S. seinen Stammsitz von Caen in der Normandie nach Bourgoin-Jallieu, wo er heute über 700 Personen beschäftigt. Ebenso befindet sich nach wie vor ein Werk des Chemieunternehmens Le Dauphin in der Stadt.

## Städtepartnerschaften
- Bergisch Gladbach, Deutschland, seit 1956[1]
- Velsen, Niederlande, seit 1956
- Rehau, Deutschland, seit 1963
- Wujiang, China, seit 1993
- Conselice, Italien, seit 1996
- Dunstable, Großbritannien, seit 2005

## Sport
Bekannt ist der Ort für den Rugby-Union-Verein CS Bourgoin-Jallieu, der in der höchsten französischen Liga Top 14 vertreten ist. Außerdem war Bourgoin-Jallieu am 24. Juli 2009 Startort der 19. Etappe der Tour de France.

## Persönlichkeiten
- Louis Charles Caffarel (1829–1907), General
- Victor Charreton (1864–1936), Landschaftsmaler des Postimpressionismus
- Marcelle Pardé (1891–1945), Lehrerin und Widerstandskämpferin
- Frédéric Dard (1921–2000), Schriftsteller
- Jean-Pierre Andrevon (* 1937), Science-Fiction-Autor, Maler und Sänger
- Alain Moyne-Bressand (* 1945), Politiker
- Alfred Spirli (* 1957), Jazzmusiker
- Didier Cottaz (* 1967), Autorennfahrer und Unternehmer
- Virginie Dessalle (* 1981), Fußballspielerin
- Kévin Monnet-Paquet (* 1988), Fußballspieler
- Amine Gouiri (* 2000), Fußballspieler
- Julie Bego (* 2005), Radrennfahrerin